# Juan Díaz de Solís
Juan Díaz de Solís (Lebrija, 1470 – Río de la Plata, 20 gennaio 1516) è stato un esploratore spagnolo.
La sua origine è incerta. Alcuni sostengono che nacque in Portogallo, altri a Siviglia.

## Biografia
Inizialmente viaggiò al servizio del Portogallo, su navi che esploravano il litorale africano. Giunse in India con navi portoghesi, ma era insoddisfatto del salario e si sentiva pronto per imprese più importanti.
Presto si mise al servizio di navi pirata francesi con l'idea di arricchirsi facilmente. Quando la nave pirata francese dove lui navigava prese e saccheggiò una nave portoghese, lui fu riconosciuto e condannato a morte in contumacia dal governo portoghese. Decise così di passare al servizio della Corona di Spagna.

### Primo viaggio
Forse fu lui il comandante della spedizione del 1497, voluta da re Ferdinando II d'Aragona, per esplorare le coste della terraferma americana, al quale partecipò l'esploratore fiorentino Amerigo Vespucci e Juan de la Cosa.
Nel 1507 re Ferdinando II indisse una riunione con i più grandi navigatori del tempo: vi erano Amerigo Vespucci, che fu poi nominato Piloto Mayor de Castilla, il famoso cartografo Juan de la Cosa, Vicente Yáñez Pinzón e Juan Díaz de Solís. Si decise di programmare altre spedizioni.

### Secondo viaggio
Alla prima spedizione partecipò insieme a lui Vicente Yáñez Pinzón e lo scopo del viaggio era quello di esplorare le coste del centro America per cercare un passaggio per le Isole delle spezie, ovvero l'Asia.
Al ritorno da questo viaggio ci fu una disputa tra Juan Díaz de Solís e Vicente Yáñez Pinzón e De Solìs fu incarcerato. Rimase in carcere per poco tempo e quando uscì, riuscì ad entrare nelle simpatie del re Ferdinando II d'Aragona.
Alla morte di Amerigo Vespucci, nel 1512, Juan Díaz de Solís fu nominato Piloto Mayor de Castilla e si trovò così ad essere il più importante navigatore dell'epoca.

### Terzo viaggio e la morte
Nel 1514 iniziò a preparare un viaggio nell'intento di cercare il passaggio verso le isole delle spezie.
Con tre navi ed un equipaggio di 70 uomini salpò da Sanlúcar de Barrameda l'8 ottobre del 1515.
Seguì la rotta che Amerigo Vespucci aveva intrapreso nel suo terzo viaggio, ma ebbe meno fortuna, in quanto non ritornò mai più in Europa. La spedizione seguì la costa orientale presso la foce del Río de la Plata, nominato Mar Dulce, che raggiunse nel febbraio del 1516 e risalì fino alla confluenza dell'Uruguay con il Paraná.
Successivamente Díaz de Solís e altri componenti dell'equipaggio scesero a terra nella costa della Plata, ma furono attaccati e uccisi da un gruppo di indigeni (probabilmente Guaranì) davanti agli occhi terrorizzati degli altri componenti della flotta, che erano rimasti sulle navi. I superstiti, disorientati per la perdita del loro comandante, fecero un rocambolesco ritorno in Spagna, dove giunsero il 4 settembre 1516.